# Charles Matthieu Isidore Decaen

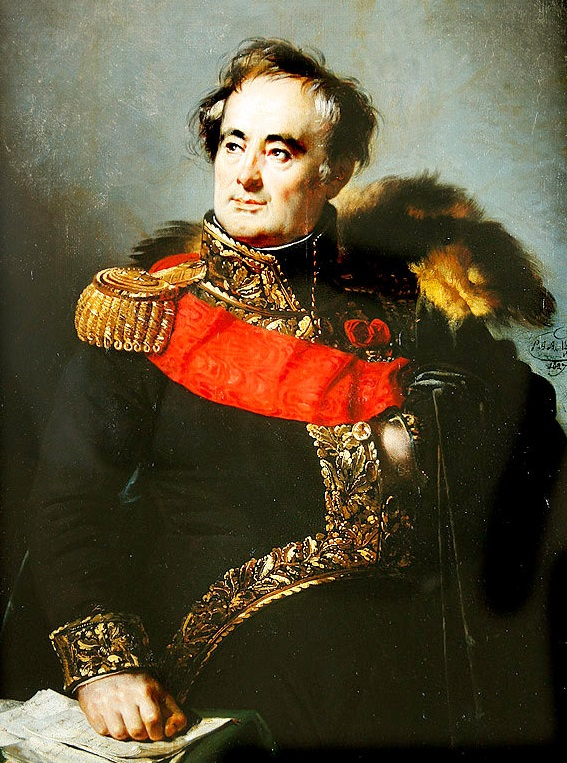
Charles Mathieu Decaen

Charles Matthieu Isidore Graf von Decaen (* 13. April 1769 zu Creuilly bei Caen; † 9. September 1832 in Deuil-la-Barre (Val-d’Oise)) war ein französischer Général de division.

## Leben
Decaen diente während der Belagerung von Mainz (1793) in Klébers Generalstab. Danach bekämpfte er den Aufstand der Vendée. 1796 zum Général de brigade befördert, wurde er unter Moreaus Oberbefehl beauftragt, bei Straßburg den Übergang über den Rhein vorzubereiten. Er setzte unter heftigem Kartätschenfeuer über den Fluss, nahm eine Batterie und richtete diese gegen den Feind. Als Führer der Avantgarde entschied er den Tag von Ettlingen (10. Juli 1796). Beim Rückzug Moreaus befehligte er die Nachhut. 
1800 während der Herrschaft Napoleon Bonapartes zum Général de division befördert, nahm er München durch einen Handstreich, entschied unter Moreau die Schlacht bei Hohenlinden und wurde 1802 Generalkapitän der französischen Inseln Île de France und Île Bonaparte im Indischen Ozean, die er bis 1810 gegen die Briten behauptete (Invasion der Île de France). Erst durch seine Kapitulation wurde dabei auch der von ihm seit fast sechseinhalb Jahren widerrechtlich gefangen gehaltene englische Seefahrer Matthew Flinders befreit.
Nach Frankreich zurückgekehrt, erhielt er den Befehl über die Armee in Katalonien, wo er die Briten zwang, die Belagerung von Tarragona aufzuheben. Hierfür wurde er zum Grafen erhoben. Nachdem er 12. und 13. September 1813 die Briten am Pass von Ordal und bei Villafranca geschlagen hatte, zog er sich nach Frankreich zurück und versuchte vergeblich Bordeaux zu retten. Nach der Abdankung des Kaisers schloss er sich Ludwig XVIII. an.
Als Napoleon I. 1815 von Elba zurückkehrte, war Decaen Gouverneur der 11. Division in Bordeaux und bemühte sich, die Herrschaft der Bourbonen aufrechtzuerhalten, sah sich aber bald von seinen Truppen verlassen und nahm von Napoleon das Kommando der 10. Militärdivision an. Nach der Schlacht bei Waterloo wurde er verhaftet, aber durch Königliche Ordonnanz in Freiheit gesetzt. Er blieb ohne militärische Verwendung.
Unter der Julimonarchie wurde Decaen wieder in den Dienst gestellt. Er erhielt den Vorsitz einer Kommission, die die Ansprüche derjenigen Offiziere untersuchte, die (wie er) während der Restauration keine Verwendung erhalten hatten. Er starb an einem heftigen Schlaganfall am 9. November 1832. Seiner Witwe wurde durch ein 1835 eigens erlassenes Gesetz eine Pension von 3000 Franken zugesprochen.

## Ehrungen
- Name auf der Arc de Triomphe eingetragen